# Muzyka w Dawnej Wielkopolsce

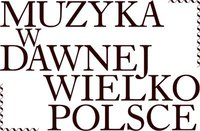
Muzyka w dawnej Wielkopolsce

Muzyka w dawnej Wielkopolsce to cykl koncertów organizowany przez Stowarzyszenie Miłośników Kultury i Sztuki oraz orkiestrę Accademia dell’Arcadia w Poznaniu.

## Geneza
Cykl został zainaugurowany w roku 2002, wpisując się w obchody 750-lecia lokacji Miasta Poznania.
W cyklu koncertów poświęconych muzyce dawnej orkiestra Accademia dell’Arcadia pragnie pokazać obraz życia muzycznego Polski XVII i XVIII wieku, posługując się przy tym źródłami do historii kultury muzycznej w Polsce. Repertuar koncertów jest nade wszystko wynikiem połączenia stale wzbogacanej i uzupełnianej badaniami wiedzy o przeszłości muzycznej Polski oraz pewnego wyobrażenia o osiemnastowiecznej rzeczywistości. Zachowując naturalną swobodę w doborze dzieł, muzycy starają się jednocześnie ukazać najważniejsze aspekty kultury przodków z historią, obrzędowością, liturgią i obyczajowością danego czasu.
Źródła, z których korzysta orkiestra, stanowią dla niej podstawowy materiał dla odtworzenia rzeczywistości historycznej. Współpraca z wieloma instytucjami, a w szczególności z Poznańskim Archiwum Archidiecezjalnym i Biblioteką Saską w Dreźnie, umożliwiają spojrzenie na przeszłość muzyczną Polski. Wyłaniający się obraz kultury muzycznej Polski XVII wieku, choć pod wieloma względami fragmentaryczny, pokazuje specyfikę środowiska, w którym powstawał. Społeczność mieszczańsko-szlachecka preferowała zatem określone rodzaje muzyki a głównym miejscem, w którym artystyczne formy muzyczne pełniły istotną rolę były kościół i dwory. Strefa sacrum a ściślej obrzędowość katolicka stwarzała wiele miejsca dla zaistnienia dzieł muzycznych, podczas rozbudowanych celebracji liturgicznych. Archiwa kościelne obfitują więc w różnorodne kompozycje przeznaczone na odpowiednie części roku kościelnego. Wiele z tych dzieł orkiestra stara się przywrócić praktyce koncertowej, mając na uwadze nie tylko ich wartość historyczną, ale często niekonwencjonalną i oryginalną artystyczną wymowę wielu z nich.
Muzycy starają się także wskazywać na źródła inspiracji rodzimych kompozytorów, stąd też w programach cyklu „Muzyka w dawnej Wielkopolsce” odnaleźć można wiele dzieł obcych.

## Koncerty

### 2002
- 15 września 2002 – Polskie Symfonie
- 13 października 2002 – Kameralna muzyka dworska z XVIII wieku[3]
- 3 listopada 2002 – Barokowe pompa funebris
- 29 grudnia 2002 – Msza Staropolska na Boże Narodzenie

### 2003
- 24 lutego 2003 – Karnawał saski-Opis obyczajów polskich Jędrzeja Kitowicza
- 27 kwietnia 2003 – Staropolska msza Wielkanocna
- 3 maja 2003 – Polskie hymny dziękczynne
- 30 czerwca 2003 – Dźwięki starej kolegiaty
- 15 sierpnia 2003 – Barokowe Nieszpory
- 14 września 2003 – Deus Vincit[4]
- 21 listopada 2003 – Polskie symfonie cz. II

### 2004
- 26 stycznia 2004 – Karnawał Saski-Bogdaj przebywać w XVIII wieku
- 9 maja 2004 – Imieniny króla
- 26 września 2004 – W barokowym kaffenhauzie
- 17 października 2004 – Zabawy Augusta Mocnego

### 2005
- 25 marca 2005 – Balet Cnót[5]
- 2005 – Bogusławski w Poznaniu
- 30 września 2005 – W rokokowym zagajniku
- 2005 – Historia o Narodzeniu Pańskim

### 2006
- 23 kwietnia 2006 – Symphoniae Sacrae[6]
- 7 maja 2006 – Ariae Sacrae[7]
- 2 lipca 2006 – Musica Restituta[8]
- 8 października 2006 – Opery wielkie i małe[9]
- 19 listopada 2006 – Od Sasa do Lasa[10]

### 2007
- 15 kwietnia 2007 – Musica tempore belli[11]
- 13 maja 2007 – Regina Coeli[12]
- 1 lipca 2007 – Missa Solemnis[13]
- 16 września 2007 – Sinfonie da chiesa
- 2007 – Opera sacra

### 2008
- 30 marca 2008 – Symfonia w operze (opera w symfonii)[14]
- 30 czerwca 2008 Benedykt Cichoszewski in memoriam[15]
- 4 lipca 2008 – Żywot Sarmaty
- 14 września 2008 – Kantata dla króla Jana III Sobieskiego
- 26 października 2008 – Muzyka na magnackim dworze
- 9 listopada 2008 – W świecie dawnej opery – „Mieszczanin Szlachcicem”

### 2009
- 1 marca 2009 – Barokowe ostatki
- 5 czerwca 2009 – Haydn w Wielkopolsce[16]
- 12 lipca 2009 – Muzyka saskiej kapeli[17]
- 20 września 2009 – Królewicz z Arcadii[18]
- 25 października 2009 – Chopin in memoriam
- 22 listopada 2009 – Koncert dla Marii Leszczyńskiej[19]

### 2010
- 8 lutego 2010 – Karnawał w Dawnej Wielkopolsce – koncert na 100-lecie Opery Poznańskiej
- 14 marca 2010 – Symfonie z Wielkopolskich Archiwów[20]
- 19 kwietnia 2010 – Cichoszewski i Haendel
- 12 lipca 2010 – Dwóch strzelców i mleczarka[21]
- 19 września 2010 – Staropolska muzyka religijna z XVII i XVIII wieku[22]
- 25 października 2010 – Koncert z fragmentami muzyki ze sztuki „Le Bourgeois Gentilhomme”[23]
- 14 listopada 2010 – Z Wielkopolski do Wersalu[24]

### 2011
- 6 marca 2011 – Karnawał Saski[25]
- 9 kwietnia 2011 – Staropolska muzyka religijna XVII i XVIII wieku[26]
- 7 maja 2011 – Imieniny Króla[27]
- 29 września 2011 – Barokowe Bajki
- 27 listopada 2011 – Wróżki Wiedźmy Czarownice[28]

### 2012
- 25 marca 2012 – Barokowa Uczta Muzyczna – Wieczór z Molierem[29]
- 31 marca 2012 – Mroczne Tajemnice[30]
- 15 kwietnia 2012 – Muzyczna ptaszarnia[31]
- 10 maja 2012 – Pasterki z Arcadii[32]
- 24 maja 2012 – Rokokowe Fidrygałki
- 17 czerwca 2012 – Barokowe Bajki[33]
- 16 września 2012 – Sonaty spod znaku słońca